# Alejandro Correa Rodríguez
Alejandro Adrián Correa Rodríguez (Montevideo, Uruguay, 26 de octubre de 1979) es un exfutbolista uruguayo que jugaba como centrocampista.
Habiendo realizado categorías inferiores en uno de los "grandes" del fútbol uruguayo: el Club Nacional de Football, debutó profesionalmente en el Club Deportivo Maldonado, de su país.
Luego de algunos años en Italia, regresó al fútbol uruguayo para jugar en el otro grande del país: el Club Atlético Peñarol, continuando su carrera en otros equipos locales, hasta terminar su peregrinaje en el fútbol por diversos equipos del sur de Brasil.

## Clubes
| Club                        | País    | Año       |
| --------------------------- | ------- | --------- |
| Club Deportivo Maldonado    | Uruguay | 2000      |
| Brescia Calcio              | Italia  | 2000-2002 |
| U.S. Fermana (cedido)       | Italia  | 2002      |
| Brescia Calcio              | Italia  | 2002-2003 |
| A. C. Martina 1947 (cedido) | Italia  | 2003      |
| Brescia Calcio              | Italia  | 2003-2004 |
| Peñarol                     | Uruguay | 2004-2006 |
| Central Español             | Uruguay | 2006      |
| Tacuarembó F. C.            | Uruguay | 2006-2007 |
| Cerrito                     | Uruguay | 2007-2009 |
| Rocha F. C.                 | Uruguay | 2009      |
| Cerro Largo F. C.           | Uruguay | 2009-2010 |
| Hercílio Luz                | Brasil  | 2010      |
| Santa Cruz                  | Brasil  | 2010      |
| Gloria Bistrița             | Rumania | 2010-2011 |
| Santa Cruz                  | Brasil  | 2011      |
| Glória de Vacaria           | Brasil  | 2011      |
| Hercílio Luz                | Brasil  | 2011-2012 |
| São Luiz de Ijuí            | Brasil  | 2012      |
| Hercílio Luz                | Brasil  | 2012-2013 |
| E. C. Passo Fundo           | Brasil  | 2013-2014 |
| Cerâmica E. C.              | Brasil  | 2014      |
| C. A. Tubarão               | Brasil  | 2014-2015 |
| S. E. R. Panambi            | Brasil  | 2015-2016 |